# Brattbergstjärnen
Brattbergstjärnen är en sjö i Strömsunds kommun i Jämtland och ingår i Ångermanälvens huvudavrinningsområde. Sjön har en area på 0,0444 kvadratkilometer och ligger 627 meter över havet. Brattbergstjärnen ligger i Gråberget-Hotagsfjällen Natura 2000-område.

## Delavrinningsområde
Brattbergstjärnen ingår i det delavrinningsområde (712666-143189) som SMHI kallar för Mynnar i Hällingsån. Medelhöjden är 700 meter över havet och ytan är 4,43 kvadratkilometer. Det finns inga avrinningsområden uppströms utan avrinningsområdet är högsta punkten. Vattendraget som avvattnar avrinningsområdet har biflödesordning 4, vilket innebär att vattnet flödar genom totalt 4 vattendrag innan det når havet efter 317 kilometer. Avrinningsområdet består mestadels av skog (67 procent), sankmarker (19 procent) och kalfjäll (13 procent). Avrinningsområdet har 0,05 kvadratkilometer vattenytor vilket ger det en sjöprocent på 1 procent.